# Isola Ternate
Ternate è un'isola indonesiana delle Molucche, situata nel Mare delle Molucche, la cui città principale è Ternate. Amministrativamente fa parte della provincia del Maluku Settentrionale.
Faceva parte, insieme a Tidore, Motil e Maquian, delle favolose "Isole delle Spezie", sole produttrici mondiali di macis e noce moscata fino a tutto il Cinquecento, alla cui ricerca partì Ferdinando Magellano nel 1519 e che lo condusse alla prima circumnavigazione del pianeta.
Il Ternate Essay fu un rapporto pionieristico sull'evoluzione per selezione naturale, scritto nel 1858 su questa stessa isola da Alfred Russel Wallace e, com'è noto, inviato a Charles Darwin, che rispose subito pubblicandolo in allegato ai propri rapporti sulla teoria.

## Geografia

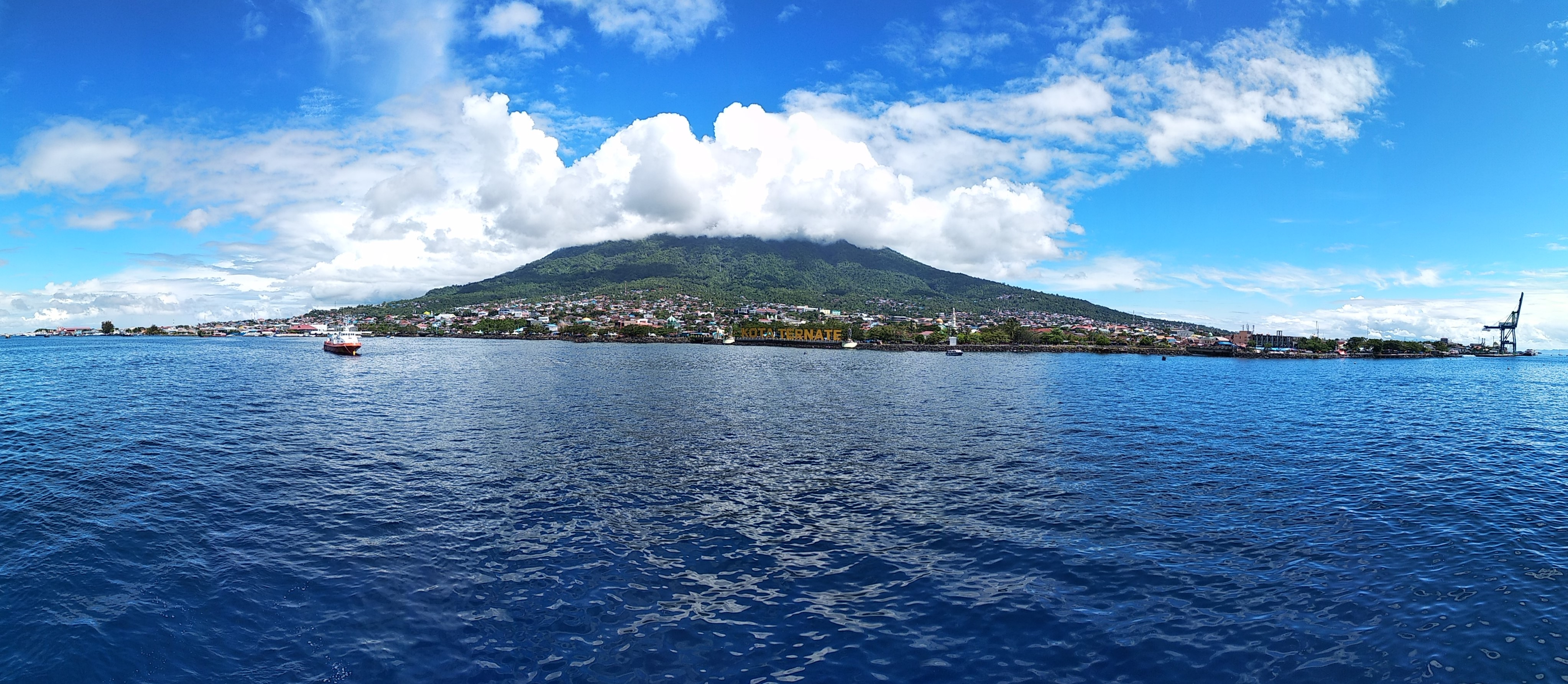
Isola di Ternate vista dal porto

Insieme ad altre isole vulcaniche si trova di fronte alla costa occidentale dell'isola di Halmahera. Misura da ovest ad est circa 11 km, 13 in direzione nord-sud, per una superficie totale di circa 112,3 km².
La zona più alta dell'isola è costituita dal vulcano attivo Gamalama, che si eleva sino a 1715 m s.l.m. Le rocce eruttive andesitiche e basaltiche di questo vulcano si sgretolano formando un fertile strato sulla costa.
A parte un grosso passaggio davanti alla costa di nord-ovest e due davanti alle coste nordorientale e meridionale, Ternate è circondata da una barriera corallina.